# Hypolimnas anomala
Hypolimnas anomala är en fjärilsart som beskrevs av Wallace 1869. Hypolimnas anomala ingår i släktet Hypolimnas och familjen praktfjärilar. Inga underarter finns listade i Catalogue of Life.

## Bildgalleri

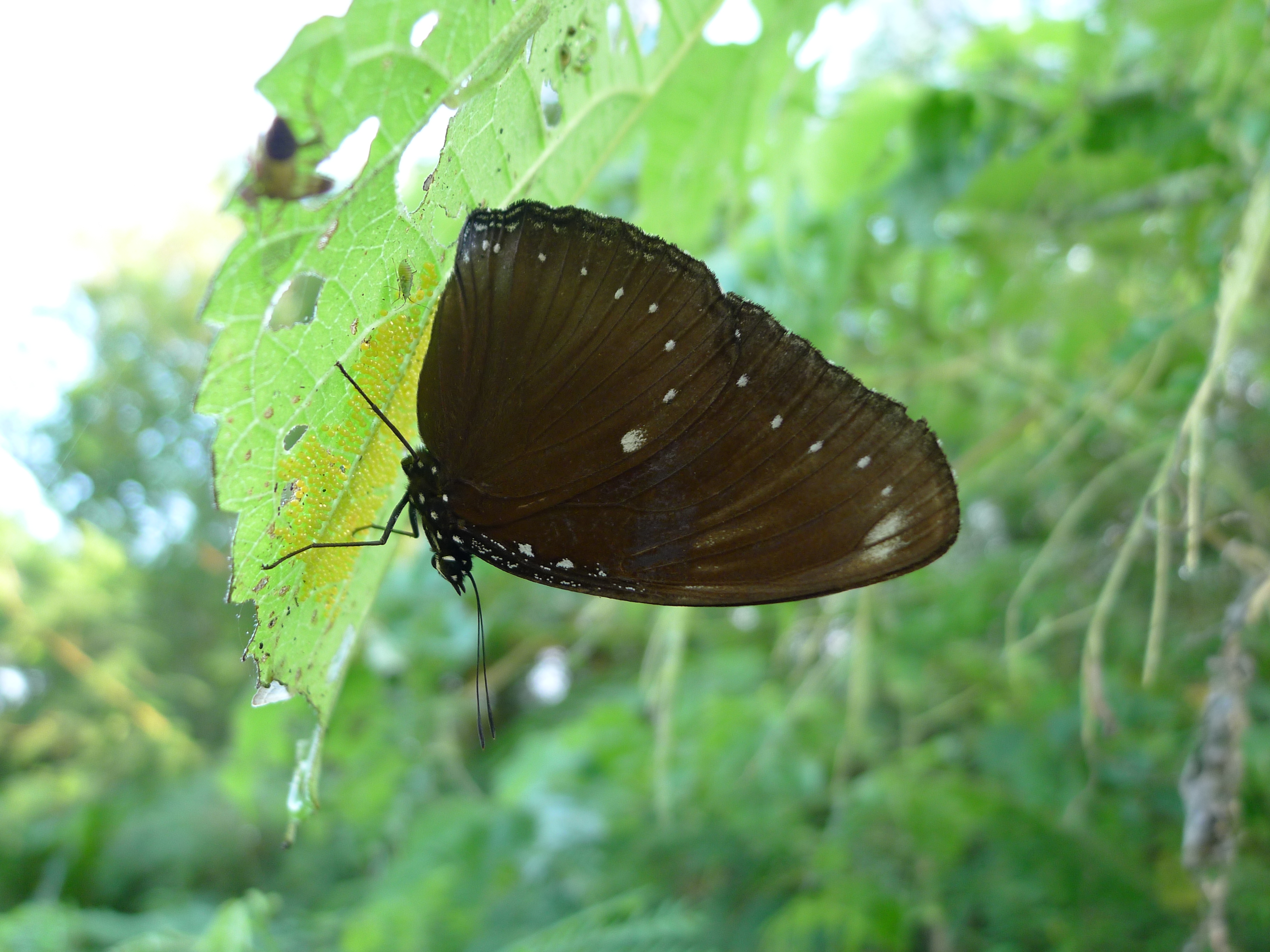
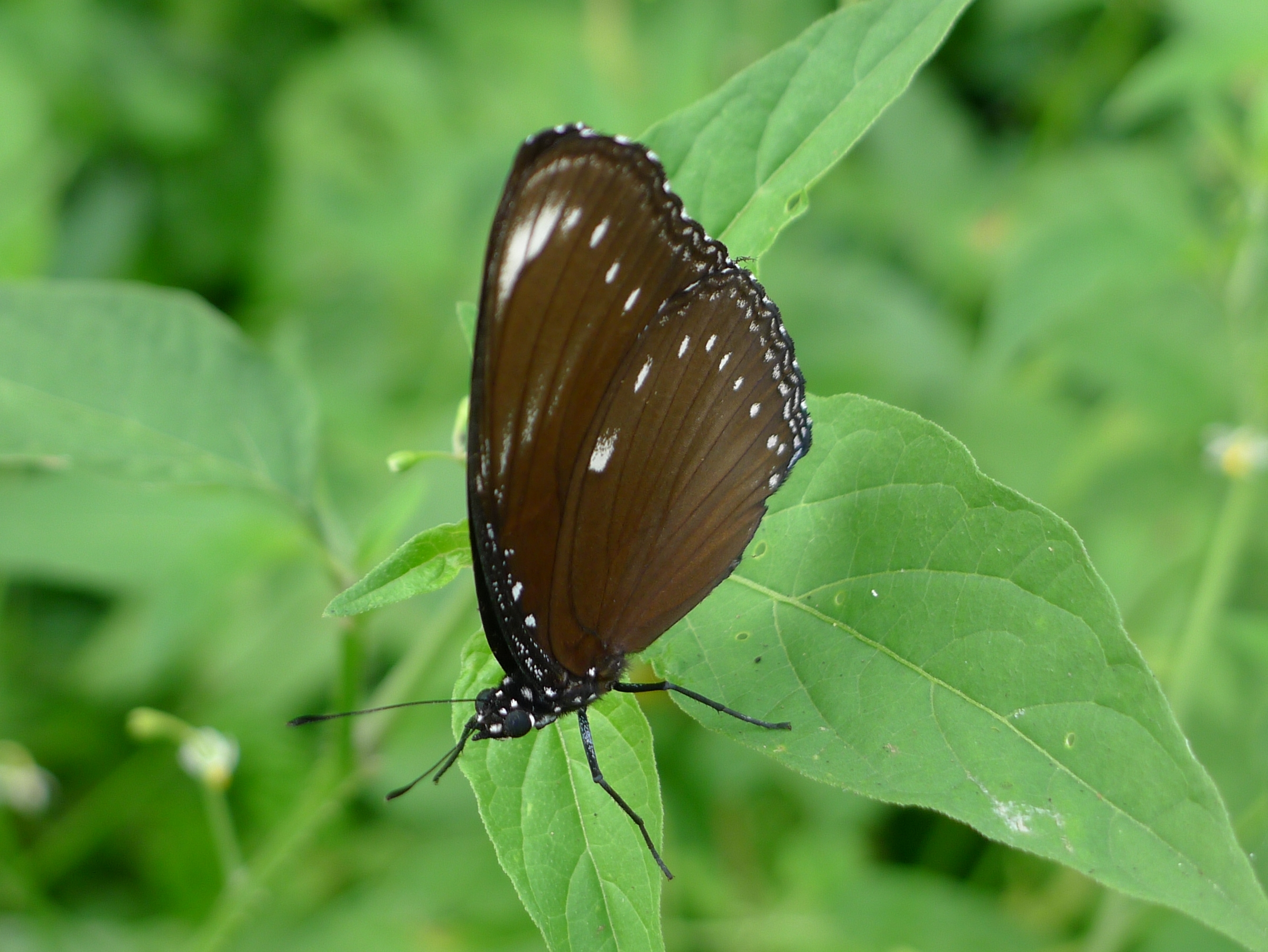